# NGC 451
NGC 451 (również IC 1661 lub PGC 4594) – galaktyka spiralna (Sc), znajdująca się w gwiazdozbiorze Ryb. Odkrył ją Édouard Jean-Marie Stephan 10 listopada 1881 roku.